# American Kennel Club
American Kennel Club czyli AKC – największa organizacja kynologiczna w Stanach Zjednoczonych skupiająca szereg klubów; zajmuje się promowaniem hodowli psów rasowych - prowadzi rejestr rodowodów, organizuje wystawy psów rasowych z najbardziej prestiżową coroczną Westminster Kennel Club Dog Show.
Obecnie (stan na październik 2004) w AKC zarejestrowano jedynie 157 z ponad tysiąca znanych ras psów, a 51 ras oczekuje na zatwierdzenie (tzw. FSS). Na zasadzie wzajemności AKC uznaje rodowody psów z krajów członkowskich FCI. 
W AKC rasy psów podzielono na siedem grup, jedną klasę i FSS.

## Toy Group
- Pinczer małpi
- Gryfonik belgijski – gryfonik brukselski
- Cavalier king charles spaniel
- Chihuahua
- Grzywacz chiński
- King charles spaniel
- Hawańczyk
- Charcik włoski
- Chin japoński
- Maltańczyk
- Manchester terrier
- Pinczer miniaturowy
- Papillon
- Pekińczyk
- Szpic miniaturowy
- Pudel toy – pudel
- Mops
- Shih tzu
- Australijski silky terier
- Toy Fox Terrier
- Yorkshire Terrier

## Hound Group
- Chart afgański
- Foxhound amerykański
- Basenji
- Basset
- Beagle
- Black and tan coonhound
- Bloodhound
- Borzoj – chart rosyjski Borzoj
- Jamnik
- Foxhound angielski
- Greyhound
- Harrier
- Podenco z Ibizy
- Wilczarz irlandzki
- Elkhund szary
- Otterhound
- Petit Basset Griffon Vendéen
- Pies faraona
- Plott hound
- Rhodesian ridgeback
- Chart perski
- Chart szkocki
- Whippet

## Terrier Group
- Airedale terrier
- Amerykański staffordshire terier
- Terier australijski
- Bedlington terier
- Border terrier
- Bulterier
- Cairn terrier
- Dandie Dinmont terrier
- Irish glen of imaal terrier
- Terier irlandzki
- Kerry blue terrier
- Manchester terrier
- Bulterier miniaturowy
- Sznaucer miniaturowy
- Norfolk terrier
- Norwich Terrier
- Parson Russell terrier
- Terier szkocki
- Sealyham terrier
- Skye terrier
- Foksterier krótkowłosy
- Irish soft coated wheaten terrier
- Staffordshire bull terrier
- Terier walijski
- West Highland white terrier
- Foksterier szorstkowłosy

## Working Group
- Akita
- Alaskan malamute
- Anatolian – owczarek anatolijski
- Berneński pies pasterski
- Border collie
- Czarny terier rosyjski
- Bokser
- Bulmastif
- Doberman
- Pinczer średni
- Sznaucer olbrzym
- Dog niemiecki
- Pirenejski pies górski
- Duży szwajcarski pies pasterski
- Komondor
- Kuvasz
- Mastif angielski
- Mastif neapolitański
- Nowofundland
- Portugalski pies dowodny
- Rottweiler
- Bernardyn
- Samojed
- Husky syberyjski
- Sznaucer średni
- Mastif tybetański

## Non-Sporting Group
- American eskimo dog
- Bichon frise
- Boston terrier
- Buldog
- Shar pei
- Chow chow
- Dalmatyńczyk
- Szpic fiński
- Buldog francuski
- Szpic wilczy
- Lhasa apso
- Lwi piesek
- Pudel toy
- Schipperke
- Shiba
- Spaniel tybetański
- Terier tybetański

## Sporting Group
- Amerykański spaniel dowodny
- Épagneul breton
- Chesapeake Bay retriever
- Clumber Spaniel
- Cocker spaniel amerykański
- Curly coated retriever
- Cocker spaniel angielski
- Seter angielski
- Springer spaniel angielski
- Field Spaniel
- Flat coated retriever
- Wyżeł niemiecki krótkowłosy
- Wyżeł niemiecki szorstkowłosy
- Golden retriever
- Seter szkocki
- Seter irlandzki
- Irish Water Spaniel
- Labrador retriever
- Retriever z Nowej Szkocji
- Pointer
- Wyżeł włoski szorstkowłosy
- Sussex Spaniel
- Wyżeł węgierski krótkowłosy
- Wyżeł weimarski krótkowłosy
- Springer spaniel walijski
- Gryfon Korthalsa

## Herding Group
- Australian Cattle Dog
- Owczarek australijski
- Bearded collie
- Owczarek francuski beauceron
- Malinois – owczarek belgijski (Malinois)
- Groenendael – owczarek belgijski (Groenendael)
- Tervueren – owczarek belgijski (Tervueren)
- Border collie
- Bouvier des Flandres
- Owczarek francuski briard
- Canaan Dog
- Welsh Corgi Cardigan
- Owczarek szkocki długowłosy – owczarek szkocki Collie
- Owczarek niemiecki
- Owczarek staroangielski – owczarek staroangielski Bobtail
- Welsh Corgi Pembroke
- Polski owczarek nizinny
- Puli
- Owczarek szetlandzki – owczarek szetlandzki Sheltie
- Västgötaspets – szwedzki Vallhund

## Miscellaneous Class
- Bluetick Coonhound
- Boykin Spaniel
- Cane corso
- Terier czeski
- Dog z Bordeaux
- Entlebucher
- Fiński lapphund
- Islandzki szpic pasterski
- Irish Red and White Setter
- Leonberger
- Buhund norweski
- Norsk Lundehund
- Owczarek pirenejski
- Treeing walker coonhound
- Redbone coonhound
- Nagi pies meksykański

## Foundation Stock Service Breeds
- American English Coonhound
- Appenzeller
- Dog argentyński
- Chart afrykański
- Barbet
- Laekenois – owczarek belgijski Laeknois
- Owczarek z Bergamo
- Owczarek pikardyjski
- Bluetick Coonhound
- Boerboel
- Bolończyk
- Boykin Spaniel
- Wyżeł włoski krótkowłosy
- Cane corso
- Catahoula Leopard Dog
- Owczarek kaukaski
- Owczarek środkowoazjatycki
- Terier czeski
- Chinook
- Cirneco dell'Etna
- Coton de Tuléar
- Dog z Bordeaux
- Entlebucher
- Pies górski z Estrela
- Eurasier
- Szpic niemiecki
- Grand Basset Griffon Vendéen
- Islandzki szpic pasterski
- Jindo
- Kai Ken
- Karelski pies na niedźwiedzie
- Kishu
- Kooikerhondje
- Lagotto Romagnolo
- Lancashire Heeler
- Leonberger
- Mudi
- Szpic nordycki
- Norsk Lundehund
- Dog kanaryjski
- Nagi pies peruwiański
- Podengo portugalski
- Wyżeł portugalski
- Pumi
- Portugalski pies stróżujący
- Rat Terrier
- Redbone coonhound
- Jack Russell terrier
- Russian Toy
- Schapendoes
- Czuwacz słowacki
- Chart arabski
- Mały Münsterländer – mały wyżeł ministerlandzki
- Mastif hiszpański
- Spanish Water Dog
- Stabyhoun
- Swedish Lapphund
- Thai ridgeback
- Tosa
- Treeing Tennessee Brindle
- Treeing walker coonhound
- Wilczak czechosłowacki
- Wyżeł węgierski szorstkowłosy
- Nagi pies meksykański